# Altirhinus
Altirhinus là một chi khủng long, được Norman mô tả khoa học năm 1998.